# Chiesa di Santa Caterina dei Funari
La chiesa di Santa Caterina dei Funari è un luogo di culto cattolico di Roma, nel rione Sant'Angelo, situato in via dei Funari.

## Storia
La chiesa è attestata in una bolla di papa Celestino III del 1192 con il nome di Sancta Maria dominae Rosae e di Sancta Maria in castro aureo. Questo duplice nome indica da una parte la fondatrice della chiesa e del monastero annesso (domina Rosa, sconosciuta); e dall'altra il fatto che la chiesa era costruita vicina ai resti della Crypta Balbi (il castrum aureum con cui erano chiamate le rovine del Teatro nel Medioevo). È attestato pure (bolla del 1422) l'appellativo di San Lorenzo (comprovato dalla recente scoperta di tracce di un'iscrizione dipinta con il nome S. Laurentius). Il nome attuale le deriva dai fabbricanti di funi che esercitavano il loro mestiere nel quartiere, e che ancora oggi danno il nome alla via su cui sorge la chiesa.
Nel 1536 papa Paolo III concesse la chiesa a Ignazio di Loyola, che fondò nel monastero una casa per ragazze povere. Nel 1560 Ignazio di Loyola suggerì al cardinale Federico Cesi, che finanziò l'opera, di ricostruire la chiesa e di dedicarla a santa Caterina d'Alessandria; incaricato dei lavori che si conclusero nel 1564 fu Guidetto Guidetti, allievo di Michelangelo.
Dal 3 al 7 dicembre 1572 fu esposta nella chiesa la salma del cardinale Ippolito II d'Este, deceduto il 2 dicembre, che era patrono dell'ospizio delle "ragazze pericolanti", annesso alla chiesa.
L'annesso e retrostante convento fu demolito nel 1940 e la prevista ricostruzione non fu mai realizzata. Il complesso rimase in uno stato di degrado ed abbandono, finché non furono effettuati scavi archeologici che hanno riportato alla luce la Crypta Balbi, oggi riaperta al pubblico. Il Museo offre tra l'altro un'interessante documentazione relativa alla vita del convento nei secoli, nelle diverse denominazioni di Santa Maria Domine Rose e di convento e conservatorio di Santa Caterina.

## Arte

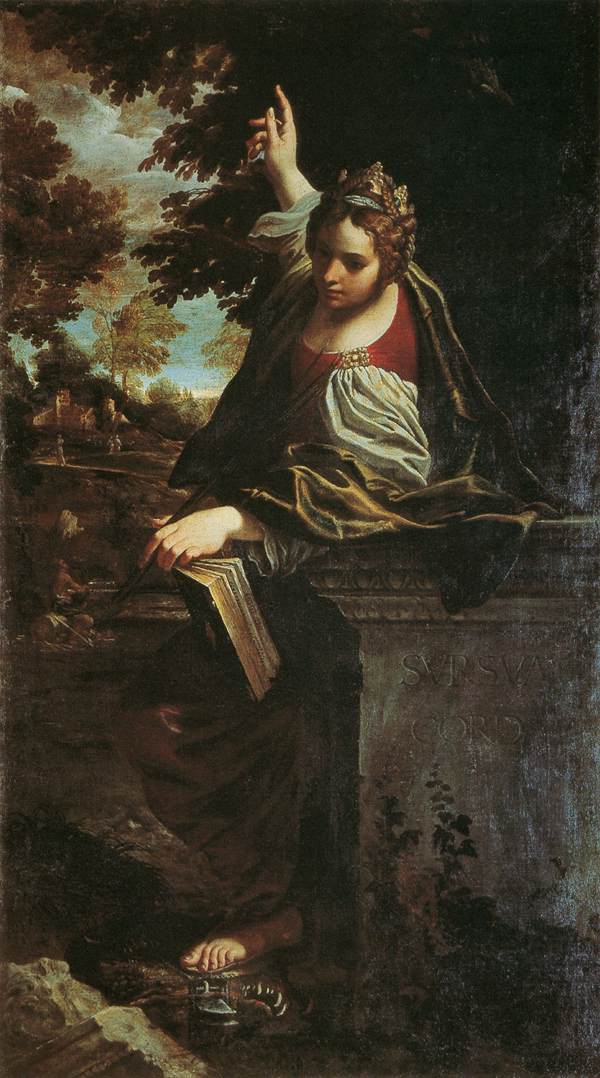
Annibale Carracci, Santa Margherita, olio su tela, 239 × 134 cm, 1597-1599

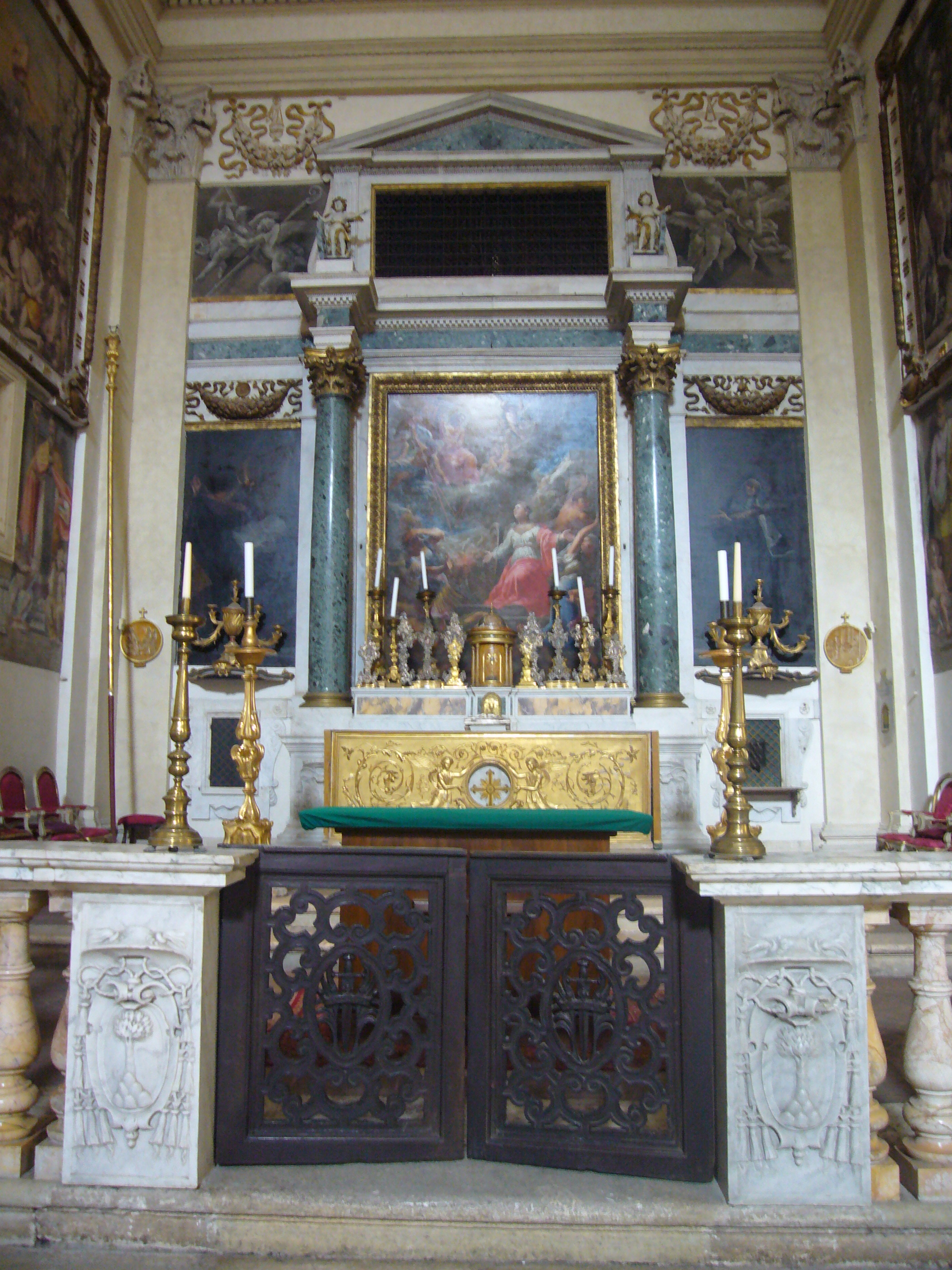
L'altar maggiore

La facciata richiama modelli rinascimentali; il campanile è costruito utilizzando i resti di una torre medievale. All'interno, a navata unica con tre cappelle per lato, si possono ammirare opere di primo valore dei più famosi artisti del manierismo romano.
- Prima cappella a destra: cappella Bombasi. Fu dedicata nel 1599 da Gabriele Bombasi, gentiluomo di Reggio Emilia al servizio di Ottavio Farnese, che fece porre all'altare la pala di Annibale Carracci rappresentante Santa Margherita (1597-1599); l'autore vi aveva realizzato una copia della "Santa Caterina" che aveva dipinto per il duomo di Reggio Emilia. Nella cimasa, Incoronazione di Maria di Innocenzo Tacconi su disegno del medesimo Carracci.
- Seconda cappella a destra: Cappella Ruiz. Realizzata dal Vignola tra il 1565 e il 1566 per l'abate valenciano Filippo Ruiz. La pala d'altare, di Girolamo Muziano, rappresenta una Deposizione; al Muziano è attribuito anche il resto della decorazione pittorica, tutta realizzata con la tecnica dell'olio su ardesia, tranne le decorazioni dei pilastri che sono firmate e datate da Federico Zuccari nel 1571.
- Terza cappella a destra: Cappella Solano della Vetera. Progetto di Ottaviano Mascarino. Il nome "Solone"/Solano, che compariva in una nota dell'architetto, faceva probabilmente riferimento al grosso sole presente nello stemma della famiglia committente, i Della Vetera. La pala di Scipione Pulzone rappresenta un'Assunzione; la sua realizzazione venne interrotta nel 1598 dalla morte dell'autore.
- Presbiterio e altar maggiore: Cappella Cesi. La pala con la Gloria di Santa Caterina d'Alessandria sostituisce quella originale, ed è del 1760 (Giovanni Sorbi); del 1572, opera di Federico Zuccari, sono invece gli affreschi laterali, con Storie di Santa Caterina. A fianco dell'altare ci sono due finestrelle per la comunicazione con il convento.
- Terza cappella a sinistra: Cappella de Torres. Tutte le pitture, con Storie di San Giovanni, sono di Marcello Venusti, realizzate a olio su ardesia. In due tondi ai lati della cimasa dell'altare si vedono il ritratto del committente, cardinale Ludovico II de Torres, posto a destra di chi guarda, per lasciare il posto d'onore a sinistra al ritratto del padre Ludovico I de Torres.
- Seconda cappella a sinistra: spazio dedicato all'ingresso laterale.
- Prima cappella a sinistra: Cappella Canuto. La decorazione è opera, realizzata nel 1609-1610, di Girolamo Nanni, nipote ed esecutore testamentario del titolare Andrea Canuto, vescovo di Oppido Mamertina.[1] La pala d'altare è copia di un'Annunciazione di Marcello Venusti. La cappella, soprattutto nell'ornamentazione, è forse la più barocca della chiesa.